# Soltid
Soltid er klokkeslættet regnet efter solens daglige gang. Der findes to typer soltid: sand soltid, der er baseret på solens faktiske gang over himlen, og middelsoltiden, der er baseret på middelsolen.